# I Still Haven't Found What I'm Looking For
"I Still Haven't Found What I'm Looking For" é uma canção da banda de rock U2. É a segunda faixa do álbum de 1987 The Joshua Tree, foi lançado como o segundo single do álbum em 1 de maio de 1987. A música é influenciada pela música gospel e suas letra descreve anseio espiritual.
A canção se tornou o segundo single da banda a alcançar o número #1 na Billboard Hot 100, após o primeiro single do álbum, "With or Without You". "I Still Haven't Found What I'm Looking For" alcançou a posição de número #6 no UK Singles Chart e a posição número #6 no Dutch Top 40. Em 2010, foi nomeada a #93 melhor canção pela Rolling Stone na sua lista das "500 Melhores Canções de Todos os Tempos".
O videoclipe da canção foi filmado em Fremont Street, em Las Vegas, e mostra os membros da banda vagando pela rua enquanto The Edge toca uma guitarra acústica.

## Faixas
| N.º | Título                                       | Duração |  |
| 1.  | "I Still Haven't Found What I'm Looking For" | 4:38    |  |
| 2.  | "Spanish Eyes"                               | 3:16    |  |
| 3.  | "Deep in the Heart"                          | 4:31    |  |

## Paradas musicais
| Paradas (1987)                          | Posição | Certificação |
| --------------------------------------- | ------- | ------------ |
| Áustria Singles Chart                   | 10      |              |
| Canadá RPM Top 100                      | 6       | Ouro         |
| Dutch Top 40                            | 6       |              |
| França Singles Chart                    | 37      |              |
| IrlandaSingles Chart                    | 1       |              |
| Nova Zelândia Singles Chart             | 2       |              |
| Suécia Singles Chart                    | 11      |              |
| UK Singles Chart                        | 6       |              |
| Billboard Hot 100                       | 1       |              |
| Billboard Hot Adult Contemporary Tracks | 16      |              |
| Billboard Mainstream Rock Tracks        | 2       |              |